# Sant'Elena (Venise)

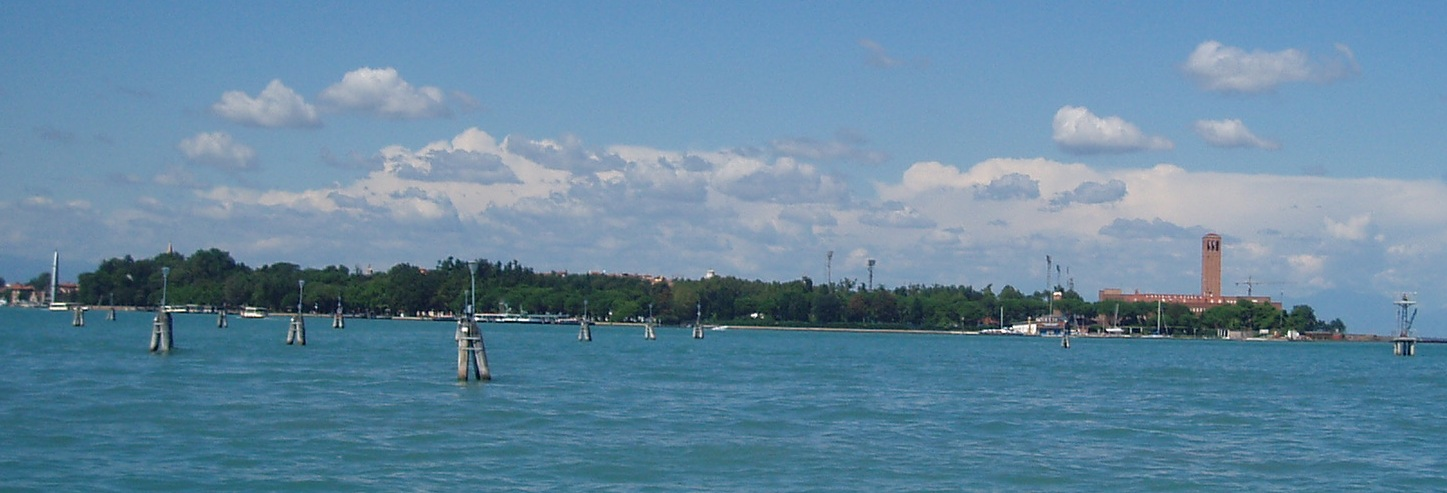
Vue générale de l'île Sant'Elena depuis le Lido.

Sant'Elena est une île de la lagune de Venise, en Italie.

## Situation
Sant'Elena fait partie du sestiere de Castello de Venise, dont elle constitue la partie la plus orientale. Elle est séparée du centre historique de Venise par le rio dei Giardini sur son flanc ouest et de l'île de San Pietro par le rio de Quintavale sur son flanc nord. Sa partie est occupée par le stade Pierluigi Penzo de Venise, dont elle est séparée par le rio de Sant'Elena, ainsi que par une darsena et l'école militaire navale Francesco Morosini

## Origines
Le nom de l'île provient de l'église Sant'Elena, gardienne des reliques de Hélène, la mère de Constantin , avec son couvent annexe des Augustins, qui furent tous deux supprimés sous l'ère napoléonienne (1810). L'île resta séparée de la ville jusqu'à la fin du XIXe siècle. L'intégration de l'île au tissu urbain fut projetée en 1905 et réalisée entre 1920 et 1930. L'église fut reconsacrée.

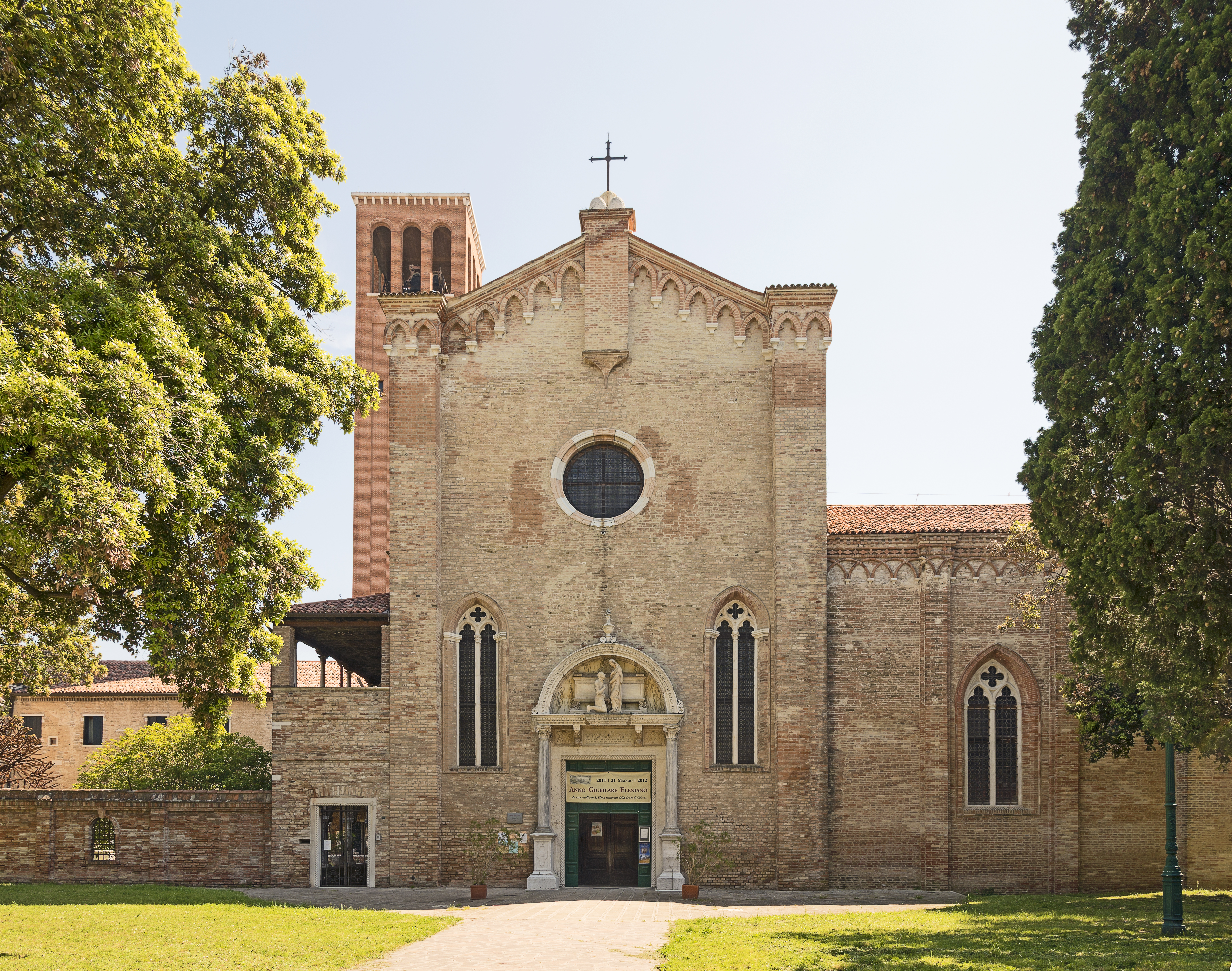
L'église de Sant'Elena
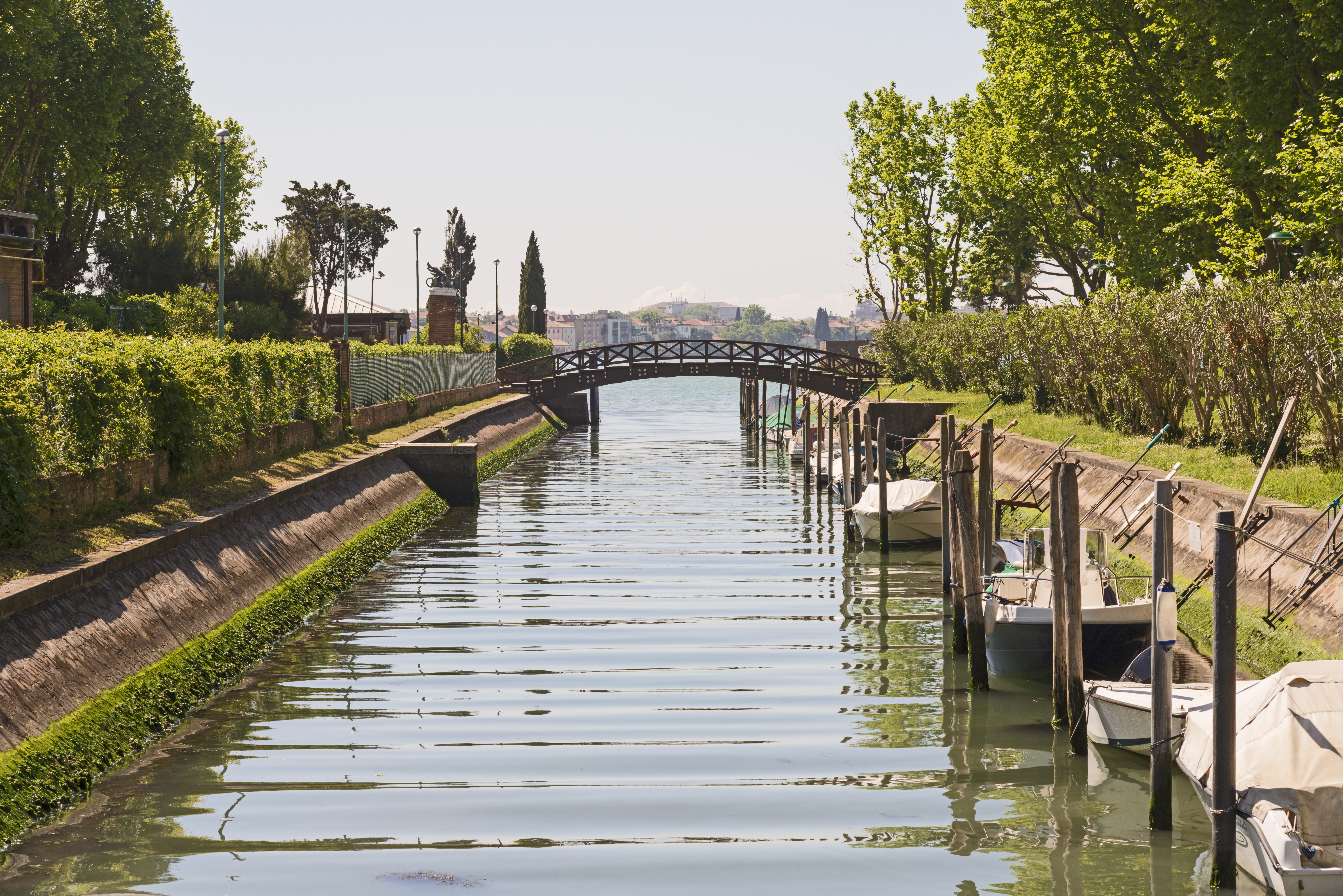
Le rio de Sant'Elena